# Mas de Barberáns
Mas de Barberáns (oficialmente en catalán Mas de Barberans) es un municipio de Cataluña, España, perteneciente a la provincia de Tarragona, en la comarca del Montsiá, situado en la zona oeste de la misma, en el límite con la del Bajo Ebro.

## Historia

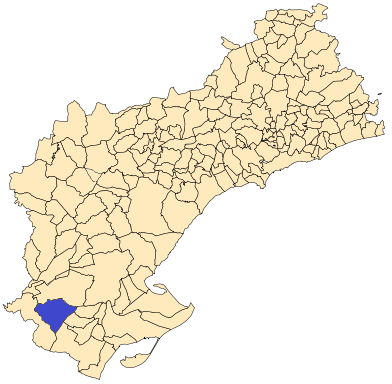
Situación de Mas de Barberáns en la provincia de Tarragona

Aparece citado por primera vez el 22 de enero de 1155 en el documento mediante el cual Ramón Berenguer IV cedía estas tierras al obispo de Tortosa. La carta de población le fue concedida en 1235 a nombre de Barberà de la Torre y Pere de Falset. En aquella época el municipio era conocido como Vila de Santa Maria. En el siglo XVII aparece ya citado con su nombre actual.
Durante la primera guerra carlista los liberales se fortificaron en la iglesia de la villa, el 5 de octubre fueron atacados por las tropas carlistas de Ramón Cabrera, se negaron a capitular hasta que al final se rindieron. El capitán y el sargento liberales fueron fusilados mientras que la tropa fue reclutada por el ejército carlista.

## Geografía
Mas de Barberáns se encuentra en la entrada sur del parque natural dels Ports en el que se encuentran algunas especies protegidas como la cabra montés o la nutria.

## Geografía humana

### Demografía
Cuenta con una población de 547 habitantes (INE 2024).
| Gráfica de evolución demográfica de Mas de Barberáns entre 1842 y 2021 |
| |
| Población de derecho según los censos de población del INE Población de hecho según los censos de población del INEEn este censo se denominaba Masós de Barberans: 1842 En estos censos se denominaba Mas de Barberáns: 1887, 1897, 1900, 1910, 1920, 1930, 1940, 1950, 1960 y 1970 |

### Economía
La principal actividad económica es la agricultura, basada en el cultivo de olivos y en la producción de aceite. Cuenta con una cooperativa agrícola encargada de la elaboración y venta de estos productos.

## Cultura
La iglesia parroquial, dedicada a San Marcos, carece de interés arquitectónico.
La población celebra su fiesta mayor en el mes de abril.